# Cossonus segnis
Cossonus segnis är en skalbaggsart som beskrevs av Faust, J. 1896. Cossonus segnis ingår i släktet Cossonus, och familjen vivlar. Inga underarter finns listade i Catalogue of Life.